# Lineville (Iowa)
Lineville è un comune degli Stati Uniti d'America, situato nello Stato dell'Iowa, nella contea di Wayne.